# Saruman
Saruman è un personaggio di Arda, l'universo immaginario fantasy creato dallo scrittore inglese J. R. R. Tolkien. Compare con un ruolo da antagonista nel romanzo Il Signore degli Anelli, e appare anche ne Il Silmarillion e nei Racconti incompiuti.
All'interno del corpus dello scrittore, Saruman si distingue come il capo del Bianco Consiglio, l'alto comando dei Popoli Liberi nella Terra di Mezzo, oltre che il più saggio e potente tra gli Istari. Figura apparentemente di animo pacifico, nel corso de Il Signore degli Anelli si scoprirà essere un personaggio malvagio e doppiogiochista (sia con le forze del bene che del male), che ambisce a conquistare la Terra di Mezzo e a sottometterne gli abitanti.
Nelle altre opere, Saruman viene citato nei Racconti incompiuti, nei quali vengono aggiunti dettagli sulla sua origine e alcuni fatti antecedenti la trama de Il Signore degli Anelli. Ne Il Silmarillion, invece, si aggiungono dettagli sulle dinamiche del Bianco Consiglio durante la storia de Lo Hobbit e Il Signore degli Anelli.

## Creazione e sviluppo
Saruman è stato creato da J. R. R. Tolkien ne Il Signore degli Anelli, ma è presente anche nel terzo capitolo de Il Silmarillion (Quenta Silmarillion). Nelle prime tre bozze de Il Signore degli Anelli, Tolkien non dava una spiegazione precisa sul perché Gandalf non raggiungesse Frodo e compagni a Brea. Nella quarta bozza, datata 1940, Tolkien fa esordire Saruman e subito ce lo presenta come un personaggio negativo. Curioso notare che in questa versione Saruman ha come assistente una versione malvagia di Barbalbero.

## Biografia del personaggio

### Valinor e arrivo nella Terra di Mezzo
Saruman appartiene all'ordine degli Istari o Stregoni, spiriti della stessa essenza dei Valar, ma dotati di poteri minori. Questi, incarnati in corpi di uomini, vennero inviati dai Valar per contrastare la malvagità proveniente da Est.
Saruman fa il suo arrivo nella Terra di Mezzo all'inizio dell'XI secolo della Terza Era, primo e più anziano tra tutti gli Istari, per aiutare e sostenere coloro che si opponessero a Sauron. Egli venne scelto espressamente da Aulë. Non sarebbe dovuto partire da solo, in quanto Yavanna (moglie di Aulë) gli impose un compagno di viaggio (Radagast); tra Saruman e Radagast non corse buon sangue e i due giunsero nella Terra di Mezzo divisi e in due periodi differenti. Sin da quando gli Istari partirono alla volta della Terra di Mezzo si determinò una certa rivalità tra Saruman e Gandalf; questo senso di sfida comunque non era reciproco ed era provato solo da Saruman. Tale rivalità derivò dal momento in cui Gandalf ricevette l'anello Narya da Círdan il Costruttore di Navi, il quale apostrofò lo Stregone Grigio come "lo spirito più grande ed il più saggio".
Saruman è considerato il più potente tra gli Istari e come i suoi simili può provare paura, dolore, stanchezza, fame e sete; inoltre gli è stato fatto divieto di usare il suo potere per cercare di dominare elfi e uomini con la forza o con la paura. Divenne noto tra gli Elfi come Curunìr, l'Uomo di Destrezza, e Saruman nelle lingue degli Uomini del Nord. Dopo molti viaggi verso Est entrò a far parte del Bianco Consiglio. Egli fu scelto per esserne il capo, avendo egli studiato più di tutti i movimenti e i piani di Sauron. Cominciò ad immergersi nei suoi studi ossessivi convincendosi infine che Sauron potesse essere sconfitto solo usando l'Unico. Questa fu probabilmente la sua rovina: si insinuò infatti in lui il desiderio di trovare e controllare l'Unico Anello. Ben presto cominciò a desiderare per sé l'Unico, immaginando così di poter deporre Sauron e dominare al suo posto la Terra di Mezzo. Per tale ragione, era propenso a scherzare col fuoco, lasciando mano libera a Sauron per un certo periodo, finché l'Unico fosse riapparso, sperando, grazie alle proprie arti, di prevenire sia il Bianco Consiglio che l'Oscuro Signore. Così, alla seconda seduta del Bianco Consiglio, Saruman proibì ai suoi amici di attaccare Dol Guldur, fingendo di credere che l'Unico non sarebbe mai stato ritrovato:
Quando apprese che Sauron stava scandagliando l'Anduin per trovare l'Unico, Saruman, alla terza seduta del Bianco Consiglio, dette il proprio assenso ad attaccare Dol Guldur, desiderando che l'Oscuro Signore fosse cacciato dalla fortezza e così da avere più libertà di cercare l'Anello. Dopo l'attacco alla fortezza, Saruman lasciò il Consiglio e si ritirò definitivamente a Isengard, trasformandola nella sua fortezza. Qui utilizzò il Palantír di Orthanc per mettersi in contatto con l'Oscuro Signore, con il quale finse di stringere un patto di alleanza.

### Il Signore degli Anelli
All'inizio de Il Signore degli Anelli, ambientato circa sessant'anni dopo l'attacco a Dol Guldur, Saruman utilizza Radagast per attirare Gandalf a Isengard. Qui, Saruman palesa il suo tradimento e prospetta a Gandalf una finta alleanza con Sauron, in modo tale che il Sire di Mordor creda di aver già il dominio sulla Terra di Mezzo. Al contempo Saruman è convinto che i Saggi, uniti insieme a Sauron, potrebbero pian piano manipolare il corso degli eventi a loro piacimento realizzando quegli stessi scopi per cui avevano deciso di combattere Sauron, e infine spodestare Sauron stesso e governare con sapienza la Terra di Mezzo. Dalle parole di Saruman si può anche capire quello che è il suo personale progetto di creazione di una nuova società. Lo Stregone Bianco auspica l'avvento di un nuovo ordine, basato unicamente sul puro esercizio della razionalità, sull'uso incontrastato della scienza e della tecnica in contrasto con le antiche superstizioni e tradizioni. Ciò che per Gandalf è inaccettabile, cioè che i Saggi prendano il potere con la forza e impongano le proprie superiori conoscenze agli altri, per Saruman è invece l'unica soluzione possibile. Nasce uno scontro, da cui Gandalf esce sconfitto e viene imprigionato nella torre di Orthanc. Il Grigio riesce comunque a fuggire con l'aiuto di Gwaihir, il Signore delle Aquile.
Successivamente, Saruman raduna un esercito di orchi e con le arti malefiche fonde gli Uomini Selvaggi coi Goblin. Arriva a scatenare la guerra contro Rohan, ma il suo esercito, dopo le prime due vittorie ai Guadi dell'Isen, perirà al Fosso di Helm. La stessa Isengard viene assediata e presa dagli Ent e dagli Ucorni. Imprigionato a Orthanc insieme al fido servitore Grima Vermilinguo, Saruman si rifiuta comunque di pentirsi e tornare ad aiutare nella lotta a Sauron; perde così ogni potere e viene cacciato dall'ordine degli Istari da Gandalf, nuovo capo dello stesso ordine:
Saruman rimane così confinato nella sua torre di Orthanc, ma dopo qualche tempo lo si ritrova alla fine del romanzo, insediato nella Contea, con lo pseudonimo di Sharkey, insieme ai suoi banditi (che spiavano Frodo già da Brea). Infatti gli Ent, mossi da pietà, avevano lasciato libero lo stregone. L'arrivo dei quattro hobbit da Gondor dà il via alla rivolta che ribalterà il dominio dello stregone che viene ucciso da Vermilinguo, in un raptus di follia, mentre erano stati cacciati da casa Baggins, che era stata la loro dimora durante la permanenza nella Contea. Dopo la morte, Saruman subisce lo stesso destino di Sauron: il suo spirito si separa dal corpo e viene portato via dal vento:
(J. R. R. Tolkien, Il Signore degli Anelli.)

## Descrizione

### Fisicità
La prima descrizione del personaggio avviene ne Le due torri:
(J. R. R. Tolkien, Il Signore degli Anelli.)

Uno dei principali simboli del personaggio è la bianca mano, rappresentata sugli scudi neri dei suoi soldati

Saruman è un vecchio dal viso lungo, la fronte alta e gli occhi profondi. Ha i capelli lunghi e bianchi, così come la barba (ma con qualche ciocca nera). Il suo vestiario elegante e pregiato è in netta contrapposizione con quello di Gandalf il Grigio, che veste invece abiti logori e consunti: da ciò si deduce che Saruman badi molto al suo aspetto. Indossa sempre un abito bianco (da qui l'appellativo di Saruman il Bianco), colore che, in tutte le tradizioni simboliche, è usato tradizionalmente per indicare purezza e luce: è quindi logico che lo stregone indossi questo colore, poiché è il capo degli Istari e del Bianco Consiglio, cioè i due principali ordini appartenenti alle forze del bene. Dopo essere passato dalla parte del male, le vesti di Saruman si presentano sotto un diverso e mutevole aspetto, costituite cioè da un'infinità di colori discernibili a seconda della luce e dei movimenti dello stesso stregone:
(Gandalf descrive le vesti di Saruman; J. R. R. Tolkien, Il Signore degli Anelli.)
Quando Isengard viene conquistata dagli Ent, Saruman risente il peso della sconfitta e appare come un vecchio curvo su un bastone vestito di stracci grigi o bianchi sporchi:
(J. R. R. Tolkien, Il Signore degli Anelli.)
Gli oggetti maggiormente usati da Saruman sono il suo bastone e un Palantír, una sfera di cristallo usata per trasmissioni telepatiche. Saruman perderà entrambi gli oggetti: il suo bastone viene spezzato da Gandalf, mentre il suo Palantír viene gettato da Orthanc da Grima.

### Aspetti caratteriali
Nei romanzi di Tolkien, Saruman è un personaggio ricco di sfaccettature. In quanto capo degli Istari (e successivamente del Bianco Consiglio), egli avrebbe dovuto "incoraggiare e portare alla luce i poteri innati dei nemici di Sauron". Ma sin dalla sua partenza per la Terra di Mezzo, egli si dimostra una persona non proprio benevola, che nutre rapporti controversi nei confronti dei suoi alleati: disprezza Radagast, al punto tale da rifiutarlo come compagno di viaggio, diffida di Galadriel ed è invidioso di Gandalf. Il rapporto con il Grigio è piuttosto controverso e come si legge nei Racconti incompiuti:
(J. R. R. Tolkien, Racconti incompiuti.)
Saruman è una persona dotata di grande saggezza, intelligenza e astuzia (i suoi nomi, infatti, significano proprio Uomo di abilità). Tra gli Istari è colui che conosce di più la storia di Sauron e degli Anelli del Potere. È molto geloso delle sue conoscenze e non sopporta che qualcuno gli nasconda fatti importanti. Come si legge nei Racconti incompiuti:
(J. R. R. Tolkien, Racconti incompiuti.)
Sebbene detesti ammetterlo, Saruman ama fumare l'erba pipa. Inizialmente aveva finto un atteggiamento di disprezzo nei confronti della sostanza, ma segretamente aveva cominciato ad usarla. Temeva però che la cosa venisse scoperta, che le sue beffe gli si rivoltassero contro e che si finisse per ridere di lui perché imitava Gandalf e lo si disprezzasse perché lo faceva di nascosto.

#### La caduta del personaggio
Nel progredire de Il Signore degli Anelli si assiste alla caduta di Saruman. Infatti anche gli Istari sono predisposti alla caduta e al peccato:
(Tratto da una lettera di J. R. R. Tolkien a Michael Straight, l'editore di New Republic.)
Nei Racconti incompiuti si legge che all'inizio le intenzioni di Saruman non erano negative, ma guidate dall'orgoglio e dalla diffidenza nei confronti degli altri membri del Bianco Consiglio. Successivamente le cose cambiarono e, come si legge nel Silmarillion:
(J. R. R. Tolkien, Il Silmarillion.)
Così Saruman, da saggio e nobile si trasforma, in virtù di una voluta metamorfosi, in uno schiavo: lo schiavo dell'Unico Anello. Si muta in uno schiavo che non sa di esserlo e s'illude di non esserlo: crede di poter controllare e manipolare Sauron, pensando di essere al di sopra di tutto e che nulla abbia potenza e forza al di fuori di ciò che egli, egoisticamente, considera tale. Ma con ciò viene meno alla sua ontologia, ai suoi principi. Volendo l'Unico Anello per sé e tentando di sottomettere la Terra di Mezzo, Saruman tradisce la sua stessa ragione d'essere. Cambia di conseguenza il simbolo colore della sua interiorità. Ciò è affrontato nel romanzo con una metafora interessante. In quanto capo degli stregoni il suo appellativo è Il Bianco e tale è la sua veste. Quando Gandalf va a trovarlo per chiedere aiuto, Saruman si rivela per ciò che è diventato: i suoi manti si svelano con tessuti di tutti i colori.
(Scambio di battute tra Saruman e Gandalf; J. R. R. Tolkien, Il Signore degli Anelli.)
Il colore attribuito agli stregoni è quindi di un segno del loro status gerarchico ed etico. Saruman è accecato dall'ambizione e il bianco onorifico della sua veste non è più segno del candore dell'animo e della nobiltà della propria missione di guida contro il Nemico, ma è visto con gli occhi dell'intelletto speculativo, per cui il bianco "serve come base" una pagina bianca, su cui incidere il proprio ego nella storia. Gandalf avverte che se il bianco non è più tale vuol dire che è sparito e chi infrange una cosa per scrutarla ha abbandonato la strada della sapienza.

#### Il progresso tecnologico
Saruman è presentato come metafora del potere che sfrutta ciecamente la tecnologia, avendo perso di vista i binari dell'etica. Antitesi a questo concetto è la foresta di Fangorn e Barbalbero. Ad un certo punto nel romanzo Barbalbero parla del suo rivale Saruman definendolo accuratamente nel suo significato:
(J. R. R. Tolkien, Il Signore degli Anelli".)
Attraverso il riferimento continuo fra industria e guerra come sinonimi, specialmente in relazione alla produzione da parte di Saruman di un esercito di Uruk-hai e la distruzione della Contea, Tolkien presenta un'immagine molto negativa dell'industria e del progresso tecnologico. Secondo Patrick Curry, l'odio di Tolkien nei confronti del progresso industriale risale al XX secolo, periodo dello sviluppo urbano nelle Midlands occidentali.

### Nomi

I soldati di Saruman portavano elmetti decorati con l'iniziale dello stregone: una S runica in metallo bianco.

Curumo sembrerebbe essere il nome di Saruman in Quenya, mentre Curunír né era la forma in sindarin e significa "l'Uomo di Destrezza". Il nome Saruman, più precisamente Saruman il Bianco (Saruman the White), è il nome usato dagli uomini nel Nord della Terra di Mezzo. Contiene la parola anglosassone searu, saru, «abilità, astuzia, furbo, espediente». Secondo Tom Shippey, il nome Saruman in dialetto merciano-anglosassone, utilizzato da Tolkien per rappresentare la lingua di Rohan, può significare "intelligente", "abile" o "geniale". Più avanti nella storia muta il suo nome in Saruman Multicolore. Lo pseudonimo di Sharkey, utilizzato da Saruman durante la sua dittatura nella Contea, è probabilmente un termine originariamente tratto dal linguaggio degli Orchi, Sharkù, ovvero "Vecchio uomo".
Durante la stesura de Il Signore degli Anelli Tolkien chiamò il personaggio con i nomi di Saramond il Grigio e Saromond il Bianco.

### Poteri
Saruman viene descritto con diversi poteri mentali e spirituali. I suoi poteri vengono descritti da Aragorn:
(J. R. R. Tolkien, Il Signore degli Anelli)
Il principale potere dello stregone è sicuramente la sua voce, mielata e ammaliante, che può trasformarsi in un incantesimo in grado di irretire gli altri:
(J. R. R. Tolkien, Il Signore degli Anelli)
Possiede un intelletto fine e ha una grande conoscenza della metallurgia dovuto al suo essere uno dei servi di Aulë. Come gli altri Istari ha una grande conoscenza dei linguaggi, popoli e luoghi del mondo grazie ai suoi viaggi. Il suo intelletto è tale da essere riuscito a inventare e creare cose mai viste nella Terra di mezzo. I più grandi esempi di ciò sono stati la creazione di una razza di orchi del tutto nuova (con la quale Saruman ha violato le leggi della natura) gli Uruk-Hai, creati tramite oscuri incroci di razza, molto più efficienti e brutali persino dei normali orchetti generati all'inizio del mondo, le nuove armi usate dagli Uruk-Hai in guerra e la carica esplosiva usata nella battaglia del fosso di Helm. Radagast gli ha insegnato la lingua degli uccelli con cui domina grandi stormi di corvi giganti, i crebain e inoltre la sua volontà era tale da riuscire a estendersi addirittura oltre Isengard, infatti quando Aragorn, Gimli e Legolas si misero ad inseguire gli Uruk-hai che trasportavano Merry e Pipino sentirono il loro passo appesantirsi mentre i loro nemici guadagnavano sempre più terreno, i tre intuirono subito che quella era proprio opera dell'influsso maligno dello stregone. Durante gli attacchi ad Isengard sembra dimostrare la capacità di scatenare fuoco e trappole celate nel sottosuolo contro gli Ent. Sembra essere in grado di dominare i Palantír senza però evitare di soccombere al potere di Sauron. In un racconto contenuto nei Racconti incompiuti dimostra la capacità di far risuonare la voce da qualunque angolo di Isengard tanto da opporsi ai Nazgûl.

## Adattamenti
Saruman è apparso in molti adattamenti cinematografici e radiofonici de Il Signore degli Anelli. Il primo adattamento è quello prodotto dalla BBC Radio nel 1956, che però non riscosse il successo sperato; persino Tolkien rimase deluso dell'opera. Nel secondo adattamento della BBC Radio, Saruman è più fedele rispetto al libro, soprattutto nel carattere.
Nella versione animata del 1978 Saruman è doppiato da Kerr Fraser, ma rispetto al romanzo appare indossando un abito di colore rosso (Saruman stesso in questa versione si riferisce da subito a lui stesso con l'epiteto di "Multicolore" anziché "Bianco") ed è chiamato Aruman nella versione originale. Secondo Smith e Matthews, il nome Aruman venne utilizzato per evitare confusione con il nome di Sauron.

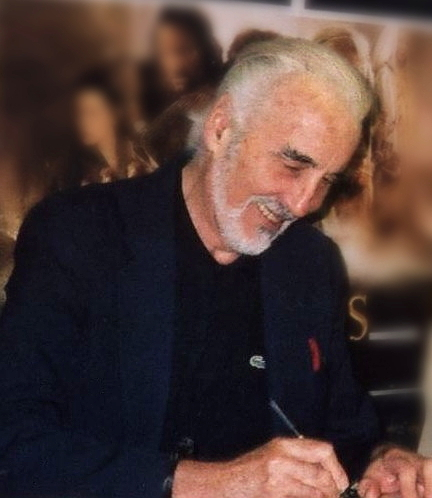
Sir Christopher Lee al Forbidden Planet mentre firma degli autografi durante la promozione del film Il Signore degli Anelli - Le due torri

Nella trilogia de Il Signore degli Anelli di Peter Jackson il personaggio è interpretato da Christopher Lee con la voce italiana di Omero Antonutti. Saruman è simile alla sua versione cartacea, ma presenta comunque alcune differenze. Contrariamente al libro, in cui tenta di controllare la Terra di Mezzo facendo il doppio gioco con Sauron e con la Compagnia, nel film invece Saruman viene dipinto come un burattino nelle mani di Sauron, da cui è totalmente rimasto irretito. Anche la fine del personaggio è molto diversa dal libro. Saruman, infatti, muore ad Orthanc, ucciso da Grima Vermilinguo mentre sta trattando con Gandalf e Théoden. Tale scena è presente soltanto nella versione estesa del film Il ritorno del re per decisione di Peter Jackson:
(Peter Jackson spiega il motivo per cui ha inserito la scena della morte di Saruman nel terzo film e perché non abbia inserito la trama riguardo alla conquista della Contea.)
Nella trilogia de Lo Hobbit, sempre diretta da Peter Jackson, Christopher Lee ha ripreso il ruolo di Saruman, mentre Omero Antonutti è ritornato a doppiare il personaggio nella versione italiana. Saruman non compare nel romanzo Lo Hobbit, ma le vicende che lo vedono protagonista nei film provengono dalle Appendici de Il Signore degli Anelli, cioè le riunioni del Bianco Consiglio e l'attacco a Dol Guldur. Lee dichiarò che Saruman sarebbe ricomparso sul grande schermo come "un uomo buono e nobile". Il personaggio compare nel primo e nel terzo film, affrontando personalmente i Nazgûl nella battaglia vinta a Dol Guldur.
Saruman comparirà anche ne Il Signore degli Anelli: La guerra dei Rohirrim, film animato in continuity con le due trilogie di Peter Jackson. Sebbene Christopher Lee sia morto nel 2015, la voce del personaggio sarà ancora quella del compianto attore, in quanto verranno usate vecchie registrazioni.

## Influenza culturale
Allo Stregone Bianco è stato dedicato l'asteroide 418532 Saruman, scoperto nel 2008. Il nome è stato reso ufficiale il 25 settembre 2018 dal Minor Planet Center.
Di tutto il cast del Signore degli Anelli, Christopher Lee è stato l'unico ad aver incontrato J.R.R. Tolkien di persona.